# Bomba de relojería (película)
Bomba de relojería es una película española dirigida por Ramón Grau en 1997 y estrenada el 23 de julio de 1998.

## Sinopsis
La vida de los miembros de la familia  de Gerardo cambia por completo cuando descubren que el padre y marido ejemplar tiene una doble vida como delincuente, junto con un compañero de trabajo de origen italiano. Tras un atraco fallido, en el que resulta muerto un guarda de seguridad, ambos se refugian en casa de Gerardo, convirtiendo a toda su familia en cómplice involuntaria del crimen.

## Planteamiento
Singular ópera prima, que, sin renunciar a la comercialidad, a través de un argumento activo y un elenco de actores muy conocido, supone también el debut de más de la mitad del equipo del film, un grupo de personas  que, liderados por el joven Ramón Grau, decidieron arriesgarse a realizar una película profesional con un presupuesto bajísimo y en un tiempo de rodaje récord.
Tal iniciativa despertó la simpatía de relevantes estrellas, que aceptaron colaborar en el proyecto, con un argumento que consiste básicamente en colocar a todos los personajes en un piso de reducidas dimensiones durante toda la película y hacerles compartir un dramático secreto, que el espectador también conoce, para ir aumentando una presión que, de estallar, podría terminar haciéndolo como una... Bomba de Relojería.

## Estilo "Undergrau"
Divertido juego de palabras con el que la prensa ha calificado el tipo de cine de Ramón Grau, entre lo comercial y lo underground, basado en un argumento activo realizado con muy poco dinero y con la colaboración de grandes estrellas.
Características "Undergrau" en "Bomba de Relojería":
- Rodaje en 12 días.
- Presupuesto no superior a los 50 millones de pesetas.
- 60 % del equipo debutante.
- Equipo con una media inferior a los 30 años.
- Colaboración de estrellas de la talla de Lorenzo Quinn, Silvia Tortosa, Joan Massotkleiner, Eva Santolaria, Biel Duran y Mercè Montalà.
- Debut como actriz de cine de la top-model Juncal Rivero.
- Toda la acción ocurre en un mismo recinto.
- Utilización de recursos televisivos, como el Primer Plano, la Ráfaga o el inicio con un resumen del contenido.
- Thriller con una gran presión claustrofóbica, barnizado por un sutil humor negro que se hace más explícito a partir de la posterior entrada de dos simpáticos personajes, para oxigenar la continua tensión.

## Reparto
| Personaje    | Actor              |
| ------------ | ------------------ |
| Luca         | Lorenzo Quinn      |
| Dolores      | Silvia Tortosa     |
| Gerardo      | Joan Massotkleiner |
| Marta        | Eva Santolaria     |
| Sergio       | Lluís Ferrer       |
| Dani         | Biel Durán         |
| Yonkie       | Jemi Paretas       |
| Dra. Fuentes | Juncal Rivero      |
| Vecina       | Mercè Montalà      |
| Policía 1    | Magí Gausachs      |
| Policía 2    | Jordi Rabella      |

- Datos: Q5731746